# Economía de mercado socialista
La economía de mercado socialista  es el sistema económico y el modelo de desarrollo económico empleado en la República Popular China. El sistema se basa en el predominio de la propiedad pública y las empresas estatales dentro de una economía de mercado. El término "economía de mercado socialista" fue introducido por Jiang Zemin durante el XIV Congreso Nacional del Partido Comunista de China en 1992 para describir el objetivo de las reformas económicas de China. Con origen en las reformas económicas chinas iniciadas en 1978 que integraron a China en la economía de mercado global, la economía de mercado socialista representa una etapa preliminar o "primaria" del desarrollo del socialismo. Muchos comentaristas occidentales describen el sistema como una forma de capitalismo de estado.

## Descripción
La reforma económica hacia una economía de mercado socialista se sustenta en el marco marxista del materialismo histórico. A fines de la década de 1970, el entonces presidente Deng Xiaoping y el liderazgo del Partido Comunista rechazaron el énfasis anterior maoísta en la cultura y la agencia política como las fuerzas impulsoras detrás del progreso económico y comenzaron a poner un mayor énfasis en el avance de las fuerzas productivas materiales como lo fundamental y necesario, requisito previo para la construcción de una sociedad socialista avanzada. Se consideró que la adopción de reformas de mercado era coherente con el nivel de desarrollo de China y un paso necesario para impulsar las fuerzas productivas de la sociedad. Esto alineó la política china con una perspectiva marxista más tradicional en la que una economía planificada socialista completamente desarrollada solo puede existir después de que una economía de mercado haya agotado su papel histórico y se transforme gradualmente en una economía planificada, impulsada por los avances tecnológicos que hacen posible la planificación económica y por tanto, las relaciones de mercado son menos necesarias.
El Partido Comunista de China considera que la economía de mercado socialista es una etapa temprana en el desarrollo del socialismo (esta etapa se denomina de diversas formas la etapa "primaria" o "preliminar" del socialismo), donde la propiedad pública coexiste junto con una amplia gama de formas de propiedad. El Partido Comunista de China sostiene que a pesar de la coexistencia de capitalistas privados y empresarios con empresas públicas y colectivas, China no es un país capitalista porque el partido retiene el control sobre la dirección del país, manteniendo su curso de desarrollo socialista. Los defensores de este modelo económico lo distinguen del socialismo de mercado, ya que los socialistas de mercado creen que la planificación económica es inalcanzable, indeseable o ineficaz y, por lo tanto, ven el mercado como una parte integral del socialismo, mientras que los defensores de la economía de mercado socialista ven los mercados como una fase temporal en el desarrollo de la economía anterior a una economía totalmente planificada.
Cui Zhiyuan rastrea los fundamentos teóricos de la economía de mercado socialista hasta el modelo de socialismo liberal de James Meade, en el que el estado actúa como un reclamante residual de las ganancias generadas por las empresas estatales que operan independientemente de la gestión gubernamental.
Los defensores inicialmente defendieron una economía de mercado socialista como una etapa necesaria para el desarrollo de la economía hasta un punto en el que una economía socialista planificada sería posible. Líderes chinos recientes, incluido Xi Jinping (secretario general del Partido desde noviembre de 2012) han descrito la construcción de la "economía de mercado socialista con características chinas" como el objetivo sin ninguna referencia a una economía socialista post-mercado. 

### Historia
Después del Gran Salto Adelante (1958-1961) y el derrocamiento de la Banda de los Cuatro del poder en 1976, el presidente Deng Xiaoping (líder supremo de 1978 a 1989) reorientó los esfuerzos de China hacia el crecimiento económico y hacia la búsqueda de un sistema económico compatible con las condiciones específicas de China. Sin embargo, al hacerlo, permaneció comprometido con el modelo leninista de control político centralizado y un estado de partido único.
Jiang Zemin introdujo originalmente el término "economía de mercado socialista" en 1992. Había acuñado la idea para que China pudiera aprender las lecciones de los países capitalistas sin necesidad de discutir si las reformas son "socialistas" o "capitalistas". Jiang le había preguntado a Deng Xiaoping si había aprobado el término, lo cual hizo. El Đổi Mới en la República Socialista de Vietnam adoptó más tarde el concepto. Después de su implementación, este sistema económico ha complementado la economía de planificación centralizada en la República Popular China, atribuyéndole altas tasas de crecimiento del PIB durante las últimas décadas. Dentro de este modelo, las empresas de propiedad privada se han convertido en un componente importante del sistema económico junto con las empresas de propiedad estatal central y las empresas colectivas / comunitarias.
La transición a una economía de mercado socialista comenzó en 1978 cuando Deng Xiaoping presentó su programa de socialismo con características chinas. Las reformas iniciales en la descolectivización de la agricultura y la apertura de la economía a la inversión extranjera a fines de la década de 1970 y principios de la de 1980 llevaron posteriormente a reformas radicales a gran escala, incluida la corporatización del sector estatal, la privatización parcial de algunas empresas, la liberalización del comercio y los precios y el desmantelamiento sistema de seguridad en el empleo "cuenco de arroz de hierro" a finales de la década de 1990. Con las reformas de Deng Xiaoping, el PIB de China aumentó de unos 150.000 millones de dólares en 1978 a más de 1,6 billones de dólares en 2004, con un aumento anual del 9,4 por ciento.

## Análisis
Muchos comentaristas y académicos han descrito el sistema económico de China como una forma de capitalismo de estado, particularmente después de las reformas industriales de las décadas de 1980 y 1990, señalando que mientras la economía china mantiene un gran sector estatal, las empresas estatales operan como empresas privadas y retienen todas las ganancias sin remitirlas al gobierno en beneficio de toda la población. Este modelo cuestiona la lógica de la propiedad pública generalizada, así como la aplicabilidad del descriptor "socialista", y ha suscitado preocupación y debate sobre la distribución de las ganancias estatales.
Sin embargo, a partir de 2017 como parte de su programa de reforma empresarial estatal, el gobierno central comenzó a alentar a las empresas estatales a comenzar a pagar dividendos al gobierno. Otras reformas han transferido activos estatales a fondos de seguridad social para ayudar a financiar las pensiones, y el gobierno municipal de Shenzhen ha propuesto utilizar sus empresas estatales para financiar un sistema de dividendos sociales para sus residentes.
El economista chino Cui Zhiyuan sostiene que el modelo de socialismo liberal de James Meade es similar a la economía socialista de mercado de China y puede usarse para darle sentido al modelo. El modelo de socialismo de mercado de Meade implicaba la propiedad pública de empresas con gestión independiente, con el estado actuando como un reclamante residual de las ganancias generadas por sus empresas, pero sin ejercer derechos de control sobre la gestión y las operaciones de sus empresas. Este modelo tiene la ventaja de que el Estado tendría una fuente de ingresos independiente de los impuestos y la deuda, lo que permitiría reducir la carga tributaria sobre los ingresos individuales y el sector privado y promover una mayor igualdad. Cui señala la experiencia de Chongqing con empresas estatales municipales que permiten un alto gasto social junto con bajos impuestos y tasas de crecimiento extremadamente altas como validación del modelo socialista de economía de mercado. El modelo de Chongqing utilizó las ganancias de las empresas estatales para financiar los servicios públicos (incluida la vivienda), proporcionando la principal fuente de financiación pública y permitiendo a Chongqing reducir su tasa impositiva corporativa (15% en comparación con la tasa impositiva corporativa nacional 33%) para atraer inversión extranjera.

### Socialismo de mercado versus capitalismo
Los defensores de la economía de mercado socialista la comparan con la Nueva Política Económica de la Rusia soviética de la década de 1920, que introdujo reformas orientadas al mercado al tiempo que mantenía la propiedad estatal de las alturas dominantes de la economía. Las reformas se justifican mediante la creencia de que las condiciones cambiantes requieren nuevas estrategias para el desarrollo socialista.
Según Li Rongrong, en 2003, presidente de la Comisión de Administración y Supervisión de Activos de Propiedad del Estado del Consejo de Estado, el sistema económico socialista de China se sustenta en el papel fundamental de la empresa pública:

La propiedad pública, como base del sistema económico socialista, es una fuerza básica del estado para orientar y promover el desarrollo económico y social y una garantía importante para la realización de los intereses fundamentales y la prosperidad común de la mayoría de la gente ... La economía ha ocupado un lugar dominante en los principales oficios que tienen una estrecha relación con el sustento económico del país y las áreas clave, y ha apuntalado, guiado e impulsado el desarrollo de toda la socioeconomía. La influencia y la capacidad de control de las empresas estatales se han incrementado aún más. La economía de propiedad estatal ha jugado un papel insustituible en la campaña de modernización socialista de China.

Otros análisis marxistas señalan que debido a que el sistema económico chino se basa en la producción de mercancías, tiene un papel para el capital privado y desempodera a la clase trabajadora, representa una economía capitalista. Los marxistas clásicos creen que una economía socialista de mercancías (o una economía socialista de mercado) es contradictoria. Otros socialistas creen que los chinos han adoptado muchos elementos del capitalismo de mercado, específicamente la producción y privatización de mercancías, lo que ha dado lugar a un sistema económico capitalista en toda regla.
En el pasado, aunque muchas empresas eran nominalmente de propiedad pública, las ganancias eran retenidas por las empresas y se utilizaban para pagar a los administradores salarios excesivamente altos en lugar de distribuirse entre la población. Este viejo statu quo ya no es el caso, como parte de la campaña anticorrupción de Xi Jinping, los ejecutivos de las empresas estatales se han enfrentado a recortes salariales del 50%, el "papel de mando" del Partido Comunista sobre las empresas estatales se ha consolidado en la ley y el representante del personal y los trabajadores, a través de los congresos (SWRC), supone una forma de democracia en el lugar de trabajo, han recuperado el estatus que tenían en la década de 1980, las empresas estatales están legalmente obligados a tenerlos y el 80% de las empresas registradas en China los tienen, incluidas algunas empresas del sector privado.

## Características

### Tipos de empresa y propiedad
La propiedad pública en la economía de mercado socialista consiste en activos de propiedad estatal, empresas de propiedad colectiva y acciones de propiedad pública de empresas mixtas. Estas diversas formas de propiedad pública desempeñan un papel dominante en la economía de mercado socialista junto con importantes empresas privadas y extranjeras.
En la actualidad, existen algunas formas importantes de empresas estatales en China:
- Empresas de propiedad estatal: empresas comerciales establecidas por el gobierno central o un gobierno local, donde los administradores son nombrados por el gobierno o los organismos públicos. Esta categoría solo incluye empresas administradas y financiadas íntegramente por el estado. La mayoría de las empresas estatales no son entidades del gobierno central. Las empresas estatales del gobierno central son subunidades de la Comisión de Administración y Supervisión de Activos de Propiedad del Estado (SASAC).
- Empresas de control estatal: las empresas controladas por el estado son empresas que cotizan en bolsa en las que el estado posee una gran participación o una participación mayoritaria dentro de las empresas, lo que ejerce influencia sobre la gestión de la empresa. Estos incluyen empresas que reciben inversión extranjera directa.[26]
- Empresas estatales de propiedad conjunta:

### Sector estatal
La economía de mercado socialista consiste en una amplia gama de empresas de propiedad estatal (EPE) que representan una forma de propiedad pública. A partir de las reformas de 1978, en la década de 1980, durante las reformas industriales, las empresas estatales se corporatizaron gradualmente y se transformaron en sociedades anónimas y el estado retuvo la propiedad total o mayoritaria de sus acciones. A principios de la década de 2000, la mayoría de las principales empresas estatales de sectores no estratégicos cotizaban en las bolsas de valores de Shanghái y Hong Kong y algunas empresas estatales adoptaron estructuras de propiedad mixta en las que el gobierno central y varias otras entidades estatales, incluidos los bancos estatales, otras empresas estatales, provinciales y locales Gobiernos: poseen diversos grados de las acciones cotizadas de la empresa junto con accionistas extranjeros y privados. El resultado ha sido una forma muy difusa de propiedad pública en la que las empresas estatales pertenecen a diversas entidades gubernamentales, agencias y otras empresas estatales. Esto hace que sea difícil medir el tamaño y el alcance reales del sector estatal, especialmente cuando se tienen en cuenta las empresas estatales con estructuras de propiedad mixtas. En 2013, el sector público representó el 30% del número de empresas en China, pero el 55% de los activos, el 45% de los ingresos y el 40% de las ganancias.
En 1996, China implementó una serie integral de reformas industriales denominadas "Agarrar lo grande, dejar ir lo pequeño". Estas reformas implicaron el cierre de empresas estatales no rentables, la fusión de empresas más pequeñas y la privatización de otras pequeñas y medianas empresas. Las empresas estatales de propiedad central se reformaron en sociedades anónimas con el objetivo de delegar más autoridad a los administradores de las empresas estatales. Las empresas estatales de todos los niveles cambiaron su enfoque principal hacia la rentabilidad y abandonaron su función de bienestar social de brindar servicios y beneficios sociales a sus trabajadores en lo que se conoció como el sistema de "Plato de Arroz de Hierro". La Comisión de Administración y Supervisión de Activos de Propiedad del Estado (SASAC) se formó en 2003 para supervisar la gestión de las grandes empresas estatales de propiedad centralizada.
Las empresas estatales modernas son operacionalmente muy diferentes de las de la década de 1990. Las empresas estatales son mucho más grandes y menos numerosas, y las empresas estatales propiedad del gobierno central se agrupan en sectores estratégicos que incluyen banca, finanzas, minería, energía, transporte, telecomunicaciones y servicios públicos. En comparación, las empresas estatales a nivel provincial y municipal se cuentan por miles y están involucradas en casi todas las industrias, incluida la tecnología de la información y el diseño y la producción de automóviles. La reforma del sector estatal es un proceso en curso en China. A partir de 2017, el Partido Comunista de China ha rechazado el modelo de Singapur de empresas de inversión estatal al estilo de Temasek para las empresas estatales de China, donde las empresas estatales operan únicamente para maximizar las ganancias sobre una base comercial. En particular, China sostiene que las empresas estatales de propiedad central también persiguen objetivos de política nacional e industrial. Como resultado de las recientes reformas para aumentar la rentabilidad y descargar la deuda, el gobierno informó que las ganancias de las empresas estatales propiedad del gobierno central aumentaron un 15,2% en 2017.
A pesar de ser cada vez más rentables, las empresas estatales de China no han pagado dividendos al estado, lo que provocó que algunos analistas cuestionen la justificación de la propiedad pública en primer lugar. Como parte de las reformas en curso, ahora se alentará y exigirá a las empresas estatales que paguen una mayor parte de sus ganancias como dividendos al estado, y algunos activos estatales se transferirán a los fondos de la seguridad social para ayudar a financiar las pensiones de la población que envejece en China. Esto es parte de un esfuerzo de reforma más amplio para reestructurar el sector estatal para que se convierta en una fuente de financiación de los servicios públicos. Como parte de los objetivos de la reforma de las empresas públicas delineados en 2015 por SASAC, las empresas públicas deben clasificarse como entidades comerciales o de servicio público, y las primeras deben distribuir una mayor proporción de sus ganancias como dividendos. Se prevé que los pagos de dividendos aumenten del 5% al 15% al 30% para 2020.

### Sector privado
Las empresas de propiedad privada son reconocidas como uno de los componentes de la economía de mercado socialista junto con las empresas estatales, colectivas e individuales. El sector privado ha desempeñado un papel cada vez más importante desde la adopción de la Ley de Sociedades de 1994. Además, la frontera entre las empresas públicas y privadas se ha difuminado en China, ya que muchas empresas que cotizan en bolsa son propiedad mixta de varias entidades estatales y no estatales. Además, las empresas del sector privado que operan en industrias cuyo objetivo es el crecimiento a menudo reciben préstamos favorables y un trato gubernamental preferencial, mientras que las empresas estatales en sectores no estratégicos pueden estar exentas de subsidios. Por ejemplo, ZTE Corporation es una empresa de propiedad estatal mayoritaria que se vio obligada a depender de los mercados de valores, mientras que su competidor del sector privado, propiedad de los empleados, Huawei es visto como un "campeón nacional" y, por lo tanto, recibió importantes fondos estatales de los bancos estatales. Al igual que sus homólogos estatales, se espera que las empresas privadas sigan las políticas estatales y estén sujetas al control del partido, lo que sugiere que la distinción entre propiedad pública y privada no es una distinción significativa para comprender el modelo económico de China. A partir de 2015, el control estatal y el desarrollo dirigido por el estado (tanto en el sector público como en el privado) es la característica primordial del sistema económico chino que desempeña un papel más importante que la propiedad pública de los activos.
Si bien al sector privado se le ha asignado un papel en la economía de mercado socialista y ha aumentado considerablemente en tamaño y alcance desde la década de 1990, el sector privado no domina la economía de China. El tamaño exacto del sector privado es difícil de determinar, en parte porque las empresas privadas pueden tener una minoría de sus acciones en manos de entidades estatales y debido a las diferentes normas de clasificación utilizadas para clasificar las empresas. Por ejemplo, en el primer trimestre de 2016, la Oficina Nacional de Estadística de China informó que la inversión fija de empresas privadas era del 35% y de las empresas totalmente estatales en el 27%, y la mayor parte del resto pertenecía a fondos no totalmente estatales o sociedades de responsabilidad limitada.

### Planificación económica
A principios de la década de 1990, la planificación económica de tipo soviético había sido reemplazada por las relaciones de mercado y los mercados se convirtieron en la fuerza impulsora fundamental de la economía de mercado socialista, y en 2003 la Comisión de Planificación del Estado se transformó en la Comisión de Reforma y Desarrollo Nacional. Las políticas han sustituido la planificación del balance de materiales y desempeñan un papel sustancial en la orientación de la economía de mercado tanto para el sector estatal como para el privado. El sistema de planificación consta de tres capas, y cada capa utiliza un mecanismo de planificación diferente.
La planificación obligatoria se limita a las empresas estatales que operan en sectores estratégicos, incluidos los planes de investigación, educación y desarrollo de infraestructura. La planificación obligatoria describe los resultados previstos y el suministro de materias primas y recursos financieros necesarios. La planificación contractual establece objetivos y los medios generales para lograr estos objetivos y luego negocia con las empresas y los gobiernos locales para establecer objetivos detallados y cómo se asignarán los recursos a los sectores seleccionados. La planificación indicativa opera en el nivel más bajo del sistema de planificación, donde el gobierno describe los objetivos industriales y luego utiliza instrumentos de mercado (exenciones fiscales, subsidios y préstamos bancarios favorables) para inducir a las empresas de la industria objetivo a cumplir estos objetivos.